# Калифорнийска гладкоезичка
Калифорнийските гладкоезички (Leuroglossus stilbius) са вид актиноптери от семейство Bathylagidae.
Разпространени са в североизточната част на Тихия океан.
Таксонът е описан за пръв път от Чарлз Хенри Гилбърт през 1890 година.

## Подвидове
- Leuroglossus stilbius schmidti